# Cloverdale (Indiana)
Cloverdale és una població dels Estats Units a l'estat d'Indiana. Segons el cens del 2000 tenia 2.243 habitants.

## Demografia
Segons el cens del 2000, Cloverdale tenia 2.243 habitants, 901 habitatges, i 613 famílies. La densitat de població era de 248,9 habitants per km².
Dels 901 habitatges en un 33,1% hi vivien nens de menys de 18 anys, en un 53,3% hi vivien parelles casades, en un 10,3% dones solteres, i en un 31,9% no eren unitats familiars. En el 25,9% dels habitatges hi vivien persones soles el 13% de les quals corresponia a persones de 65 anys o més que vivien soles. El nombre mitjà de persones vivint en cada habitatge era de 2,49 i el nombre mitjà de persones que vivien en cada família era de 3.
Per edats la població es repartia de la següent manera: un 27,5% tenia menys de 18 anys, un 7,7% entre 18 i 24, un 27,9% entre 25 i 44, un 23,4% de 45 a 60 i un 13,5% 65 anys o més.
L'edat mediana era de 37 anys. Per cada 100 dones de 18 o més anys hi havia 88,4 homes.
La renda mediana per habitatge era de 36.402$ i la renda mediana per família de 42.917$. Els homes tenien una renda mediana de 33.561$ mentre que les dones 20.857$. La renda per capita de la població era de 16.982$. Entorn del 4% de les famílies i el 7,4% de la població estaven per davall del llindar de pobresa.

## Poblacions més properes
El següent diagrama mostra les poblacions més properes.